# Anastasiya Korzh
Anatasiya Dimitrivna Korzh (ur. 10 sierpnia 1999) – nowozelandzka zapaśniczka walcząca w stylu wolnym. Brązowa medalistka mistrzostw Wspólnoty Narodów w 2016 roku.